# Heihe-Tengchong-Linie

Heihe-Tengchong-Linie

Die Heihe-Tengchong-Linie (chinesisch 黑河-騰沖線 / 黑河-腾冲线, Pinyin Hēihé-Téngchōng xiàn), auch Aihui-Tengchong-Linie genannt, ist eine imaginäre Linie, die die Fläche Chinas in zwei etwa gleich große Teile aufteilt.
Sie wird diagonal quer durch China gezogen vom Ort Heihe (黑河,  Hēihé) (in der Provinz Heilongjiang) nach Tengchong (騰衝 / 腾冲,  Téngchōng) (in der Provinz Yunnan) und wurde bereits im Jahr 1935 von dem  chinesischen Bevölkerungsgeographen Hu Huanyong als „geo-demographische Demarkationslinie“ bezeichnet. 
Die Linie teilt das Territorium Chinas folgendermaßen auf:
- westlich der Linie: 57 % der Fläche, aber nur 4 % der Bevölkerung (1935);
- östlich der Linie: 43 % der Fläche, aber 96 % der Bevölkerung (1935).

Trotz umfangreicher Migration in Richtung Südosten hat sich diese Verteilung über Jahrzehnte kaum verändert:
- westlich der Linie: 57 % der Fläche, aber nur 6 % der Bevölkerung (2015)[1];
- östlich der Linie: 43 % der Fläche, aber 94 % der Bevölkerung (2015)[1].

Diese Geodemografie wird von natürlichen Faktoren bestimmt: Während der Osten Chinas von vier großen, dicht besiedelten Schwemmebenen mit Kontinentalklima geprägt ist, besitzt der Westen und Nordwesten des Landes einen ausgesprochenen Hochgebirgscharakter mit dazwischen liegenden Hochebenen. Westchina ist zusammen mit der Inneren Mongolei der trockenste Landesteil, für dessen ausgeprägtes Wüstenklima die Gobi und die Taklamakan stehen.
Die prozentuale Verteilung der chinesischen Bevölkerung links und rechts der Heihe-Tengchong-Linie ist nach über 80 Jahren annähernd konstant geblieben: Die Volkszählung von 1990 ergab ein Verhältnis von 5,7 % der Bevölkerung westlich zu 94,3 % der Bevölkerung östlich der Linie. Bei der Volkszählung im Jahr 2000 lag das Verhältnis bei 9,2 % zu 90,8 %. Somit sank östlich die Bevölkerung von 1990 bis 2000 von 1.182 auf 1.151 Millionen, während sie im westlichen Teil von 65 auf 116 Millionen stieg, und somit der Gesamtanstieg der chinesischen Bevölkerung nur im westlichen Teil stattfand.